# Стихира
Стихи́ра (староцерк.-слов. стихира, стихѣра, грец. στιχηρὰ, від дав.-гр. στίχος — «віршований рядок, вірш») — церковна пісня з біблійним сюжетом.
Стихирар — зібрання стихир в одній книзі на всі свята року. Нотні Стихирарі були видані наприкінці ХІХ ст.
Повний Стихирар обіймає три групи співів — Мінеї, Тріоди, Октоїха.
Окремі Стихирарі включають також подобни, богородчини, догматики.
Стихометрія — нумерування версів у віршовому тексті на його полях ліворуч.